# Attractions Star Wars
Vous lisez un « bon article » labellisé en 2022.

Logo de la franchise Star Wars.

Peu après la création par George Lucas de l'univers de science-fiction de Star Wars, l'idée de développer des attractions Star Wars pour le domaine des loisirs et les parcs d'attractions est apparue. Lucas est sollicité entre autres par Walt Disney Productions et, dans les années 1980, il accorde à Disney une licence pour adapter toutes les créations originales de Lucasfilm, dont Star Wars, dans leurs parcs à thèmes. La première attraction ouvre en 1987. Il s'agit de Star Tours, un simulateur de vol qui transporte les visiteurs dans divers lieux emblématiques de la saga. 
Une étape importante survient en 2012, quand Disney acquiert Lucasfilm et lance dans la foulée la production de nouveaux films. Star Tours, l'attraction phare, est rénovée et devient Star Tours: The Adventures Continue. Dans certains parcs, Space Mountain est rethématisée et renommée Star Wars Hyperspace Mountain. Rapidement de nouveaux projets émergent et, au milieu des années 2010, Disney lance un projet de zone thématique uniquement dédiée à la franchise Star Wars, avec pour objectif de rendre l'expérience du visiteur la plus immersive possible. Les zones Star Wars: Galaxy's Edge ouvrent en 2019 dans les parcs américains. Les attractions Star Wars sont particulièrement appréciées des visiteurs et font partie des plus populaires des parcs Disney. L'une des raisons avancées est leur côté immersif. 
Dans cette volonté de renforcer l'immersion des visiteurs dans l'univers Star Wars, l'hôtel Star Wars: Galactic Starcruiser ouvre en 2022 à Walt Disney World Resort. Celui-ci propose une expérience se rapprochant du jeu de rôle grandeur nature durant laquelle les clients ne quittent pratiquement pas l'hôtel.

## Historique

### Premières adaptations
| 1987 | Star Tours            |
| 1988 |                       |
| 1989 | Star Tours            |
| 1989 | Star Tours            |
| 1990 |                       |
| 1991 |                       |
| 1992 | Star Tours            |
| 1993 |                       |
| 1994 |                       |
| 1995 |                       |
| 1996 |                       |
| 1997 |                       |
| 1998 |                       |
| 1999 |                       |
| 2000 |                       |
| 2001 |                       |
| 2002 |                       |
| 2003 |                       |
| 2004 |                       |
| 2005 |                       |
| 2006 | Jedi Training Academy |
| 2007 | Jedi Training Academy |

- Disney's Hollywood Studios
- Disneyland
- Parc Disneyland
- Tokyo Disneyland

À la fin des années 1970, George Lucas, dirigeant de Lucasfilm et créateur de Star Wars, et Michael Eisner, alors président de Paramount Pictures, s'associent pour la création d'une nouvelle franchise cinématographique réalisée par Steven Spielberg : Indiana Jones. Un peu après, Disney entame des discussions avec George Lucas afin d'adapter la franchise Star Wars en une attraction. En 1984, Michael Eisner devient président-directeur général de Walt Disney Productions. À ce moment-là, la trilogie originale est achevée depuis deux ans et a connu un grand succès dans les salles de cinéma. Eisner et Lucas trouvent un arrangement. Lucas touche 1 000 000 USD par attraction, par parc et par année. En contrepartie, Disney peut adapter les créations originales de Lucasfilm dans ses parcs d'attractions,.
La conception de la première attraction Star Wars commence en 1984 et s'étale sur trois ans. George Lucas intervient régulièrement auprès de la WED Enterprises pour proposer de nouvelles idées. Ainsi dans l'un des projets initiaux, il s'agit de montagnes russes où les visiteurs embarquent à bord d'un vaisseau, choisissent de suivre Yoda ou l'Empereur, puis sont dirigés vers des salles où se trouvent soit des animatroniques de Dark Vador, Boba Fett et Jabba le Hutt, soit de Luke Skywalker, Leia Organa et Han Solo. Finalement, les équipes chargées de la conception se tournent vers les simulateurs de vol. Il est proposé que les visiteurs embarquent à bord du Faucon Millenium et s'enfuient de Tatooine comme au début du film Un nouvel espoir.

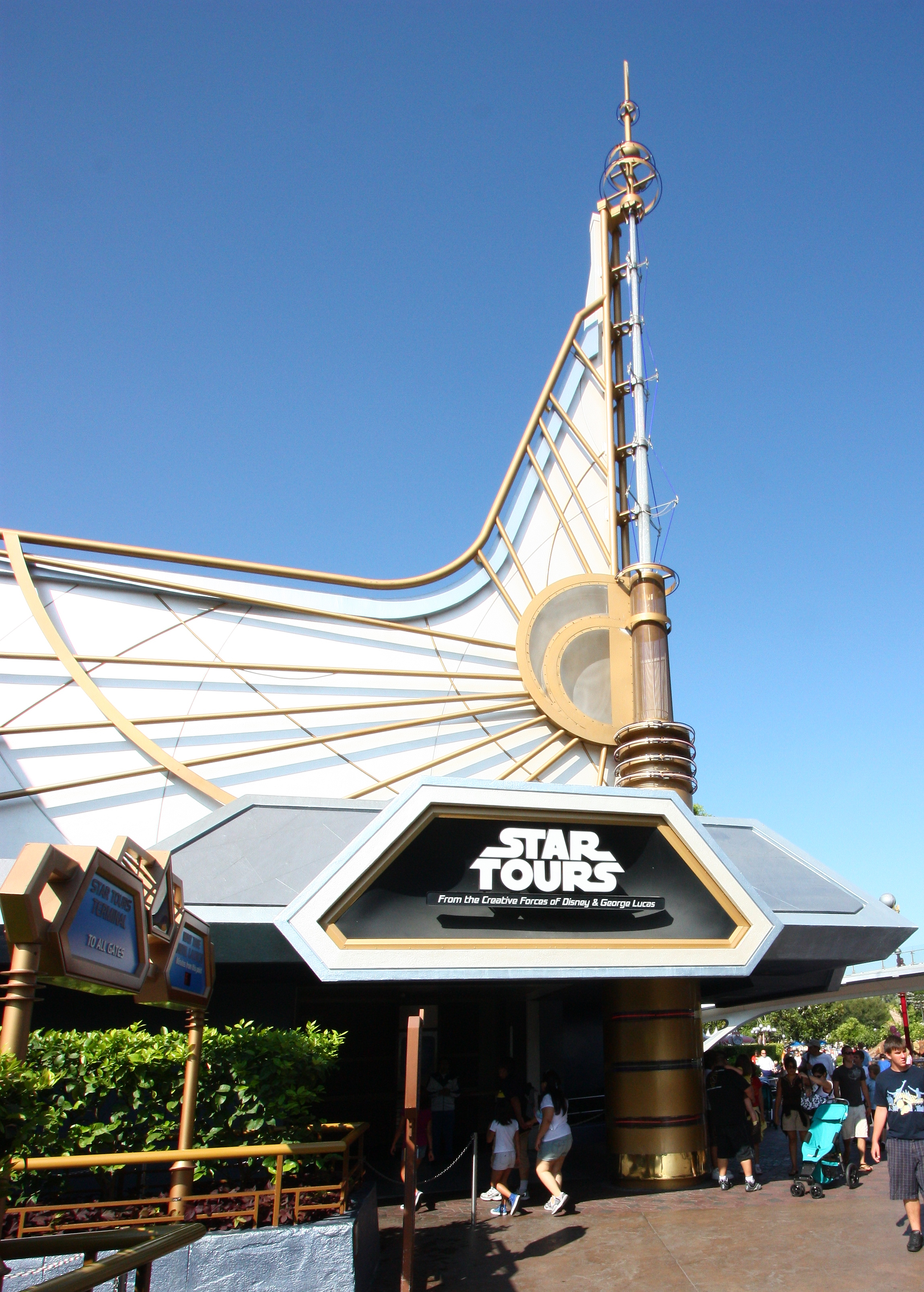
Entrée de l'attraction Star Tours à Disneyland en 2009.

Finalement, le 9 janvier 1987, l'attraction Star Tours ouvre ses portes à Disneyland. Les visiteurs entrent dans un lieu présenté comme étant un spatioport de la compagnie de vols spatiaux Star Tours. Ils montent ensuite à bord d'un StarSpeeder 3000, un vaisseau de transport de passagers. Malheureusement pour eux, le droïde pilote RX-24 alias Rex, manque sa destination et emmène les passagers au milieu d'une bataille entre la Nouvelle République et les Vestiges de l'Empire galactique autour de la troisième Étoile de la mort. L'attraction est un tel succès que le parc reste ouvert soixante heures d'affilée. Elle est reproduite pratiquement à l'identique dans les autres parcs : à Tokyo Disneyland le 12 juillet 1989, aux Disney-MGM Studios le 15 décembre 1989 et à Euro Disneyland le 12 avril 1992,,,,,,.
Entre 1999 et 2005, les films de la prélogie sortent au cinéma. Le public est à nouveau intéressé par la franchise cinématographique. Le 1er octobre 2006, la Jedi Training Academy ouvre à Disneyland près de Star Tours. Les visiteurs âgés de 4 à 12 ans y apprennent à manier un sabre laser avant de défier les seigneurs Sith Dark Vador et Dark Maul. Elle ouvre également le 9 octobre 2007 aux Disney-MGM Studios,.

### Refonte des attractions existantes
| 2011 | Star Tours: The Adventures Continue |
| 2011 | Star Tours: The Adventures Continue |
| 2012 |                                     |
| 2013 | Star Tours: The Adventures Continue |
| 2014 |                                     |
| 2015 | Jedi Training: Trials of the Temple |
| 2015 | Star Wars Hyperspace Mountain       |
| 2015 | Star Wars Launch Bay                |
| 2015 | Jedi Training: Trials of the Temple |
| 2015 | Star Wars Launch Bay                |
| 2015 | Jedi Training: Trials of the Temple |
| 2016 | Star Wars Launch Bay                |
| 2016 | Star Wars Hyperspace Mountain       |
| 2016 | Jedi Training: Trials of the Temple |
| 2017 | Star Tours : L'Aventure continue    |
| 2017 | Starport                            |
| 2017 | Star Wars Hyperspace Mountain       |

- Disney's Hollywood Studios
- Disneyland
- Hong Kong Disneyland
- Parc Disneyland
- Shanghai Disneyland
- Tokyo Disneyland

Entrées de Star Tours : L'Aventure continue (à gauche) et du Starport (à droite) au parc Disneyland en 2022.

Au début des années 2010, Star Tours ferme ses portes dans les parcs américains afin d'être modernisée. L'attraction évolue, C-3PO, personnage iconique de la saga, remplace Rex aux commandes du vaisseau, la séquence projetée est en relief. Le principal changement est la diversification des scénarios. Dans l'attraction originale, il n'y a qu'un seul film, tandis que, dans la nouvelle version, il y a une multitude de combinaisons, les séquences étant choisies aléatoirement. Star Tours: The Adventures Continue ouvre le 20 mai 2011 aux Disney's Hollywood Studios. Sa mise en place dans les autres parcs Disney s'étale sur plusieurs années. Ainsi, elle ouvre à Disneyland le 3 juin 2011, à Tokyo Disneyland le 7 mai 2013, et au parc Disneyland sous le nom de Star Tours : L'Aventure continue le 26 mars 2017,,.
Le 30 octobre 2012, la Walt Disney Company annonce avoir racheté Lucasfilm pour la somme de 4,05 milliards USD. La production d'une nouvelle trilogie, de nouveaux films dérivés et de nouvelles séries télévisées est lancée,. Pour accompagner la sortie des nouveaux films, quelques attractions sont rénovées ou rethématisées.
L'un des principaux changements concerne la Jedi Training Academy qui devient la Jedi Training: Trials of the Temple. À l'issue de leur initiation, les jeunes visiteurs défient les nouveaux antagonistes des dernières productions, tels que Kylo Ren ou encore la Septième Sœur de la série d'animation Star Wars Rebels. Cette nouvelle version apparaît le 11 juillet 2015 dans le parc Disneyland, les 1er et 8 décembre 2015 aux Disney's Hollywood Studios et à Disneyland, et le 25 juin 2016 à Hong Kong Disneyland.
Space Mountain, l'attraction iconique des zones thématiques Tomorrowland et Discoveryland est rethématisée en attraction Star Wars et renommée Star Wars Hyperspace Mountain. Le visiteur prend part à la bataille de Jakku à bord d'un vaisseau de la Nouvelle République et combat les derniers vestiges de l'Empire galactique. Les restes de cette bataille sont visibles au début de l’épisode VII : Le Réveil de la Force sorti en 2015. Cette version temporaire ouvre le 14 novembre 2015 à Disneyland, le 11 juin 2016 à Hong Kong Disneyland et le 7 mai 2017 au parc Disneyland,,,.

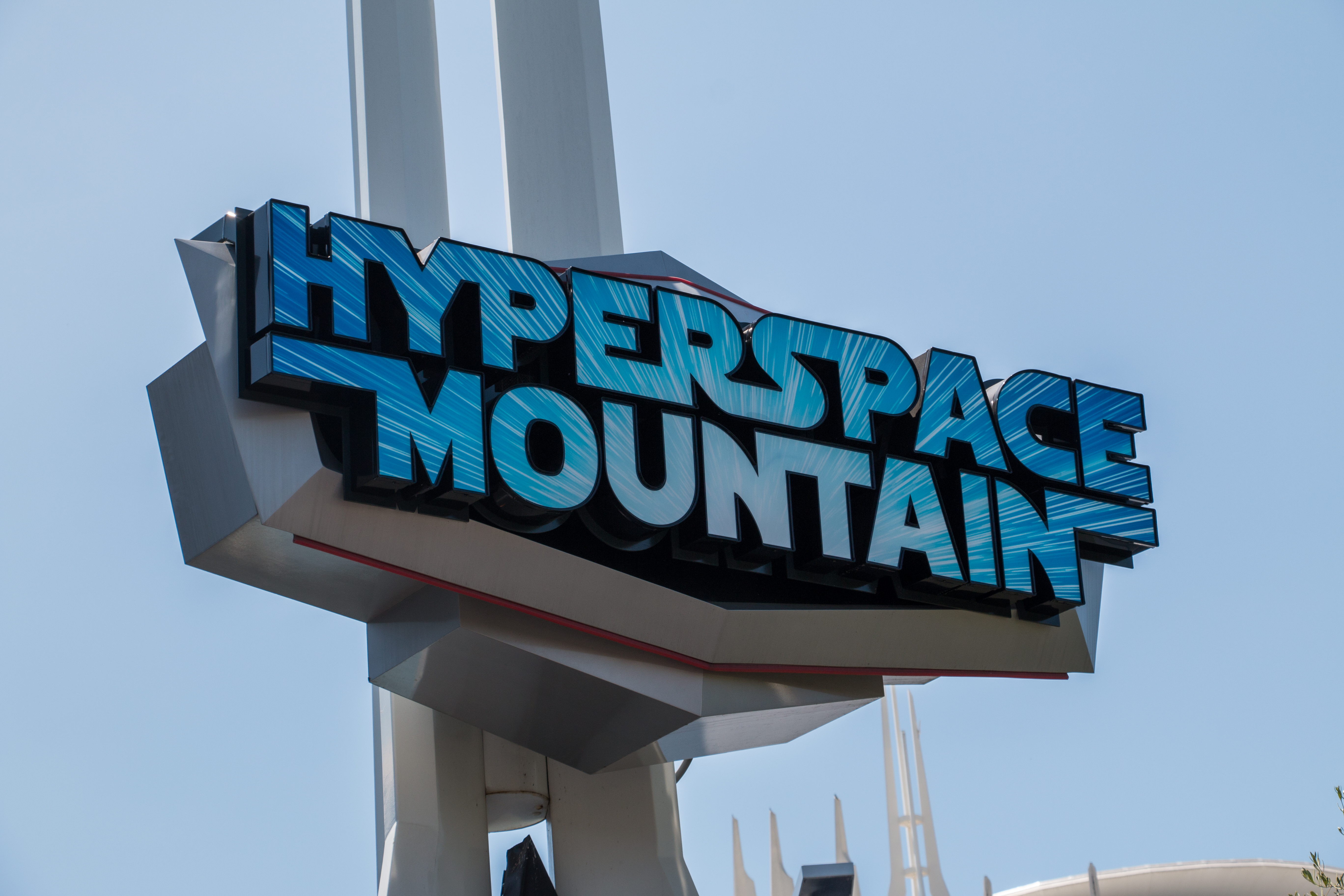
Entrée de Star Wars Hyperspace Mountain à Disneyland en 2016.

En même temps qu'ouvre Star Tours : L'Aventure continue au parc Disneyland le 26 mars 2017, est inauguré le Starport. Il s'agit d'un endroit où les visiteurs peuvent rencontrer les personnages les plus emblématiques de la saga, notamment Dark Vador. Ailleurs, c'est la Star Wars Launch Bay qui est inaugurée. Dans ce parcours scénique à pied, les visiteurs découvrent des accessoires provenant des différents films et séries télévisées. À l’issue, quelques personnages peuvent être rencontrés, tels que des stormtroopers ou Chewbacca,. Elle ouvre à Disneyland le 16 novembre 2015, aux Disney's Hollywood Studios le 4 décembre 2015 et à Shanghai Disneyland le 7 mai 2016.

### Constructions des zones thématiquesStar Wars
| 2019 | Star Wars: Galaxy's Edge :         |
| 2019 | Millennium Falcon: Smugglers Run   |
| 2019 | Star Wars: Galaxy's Edge :         |
| 2019 | Millennium Falcon: Smugglers Run   |
| 2019 | Star Wars : Rise of the Resistance |
| 2020 | Star Wars : Rise of the Resistance |

- Disney's Hollywood Studios
- Disneyland
- Gras : Zone thématique

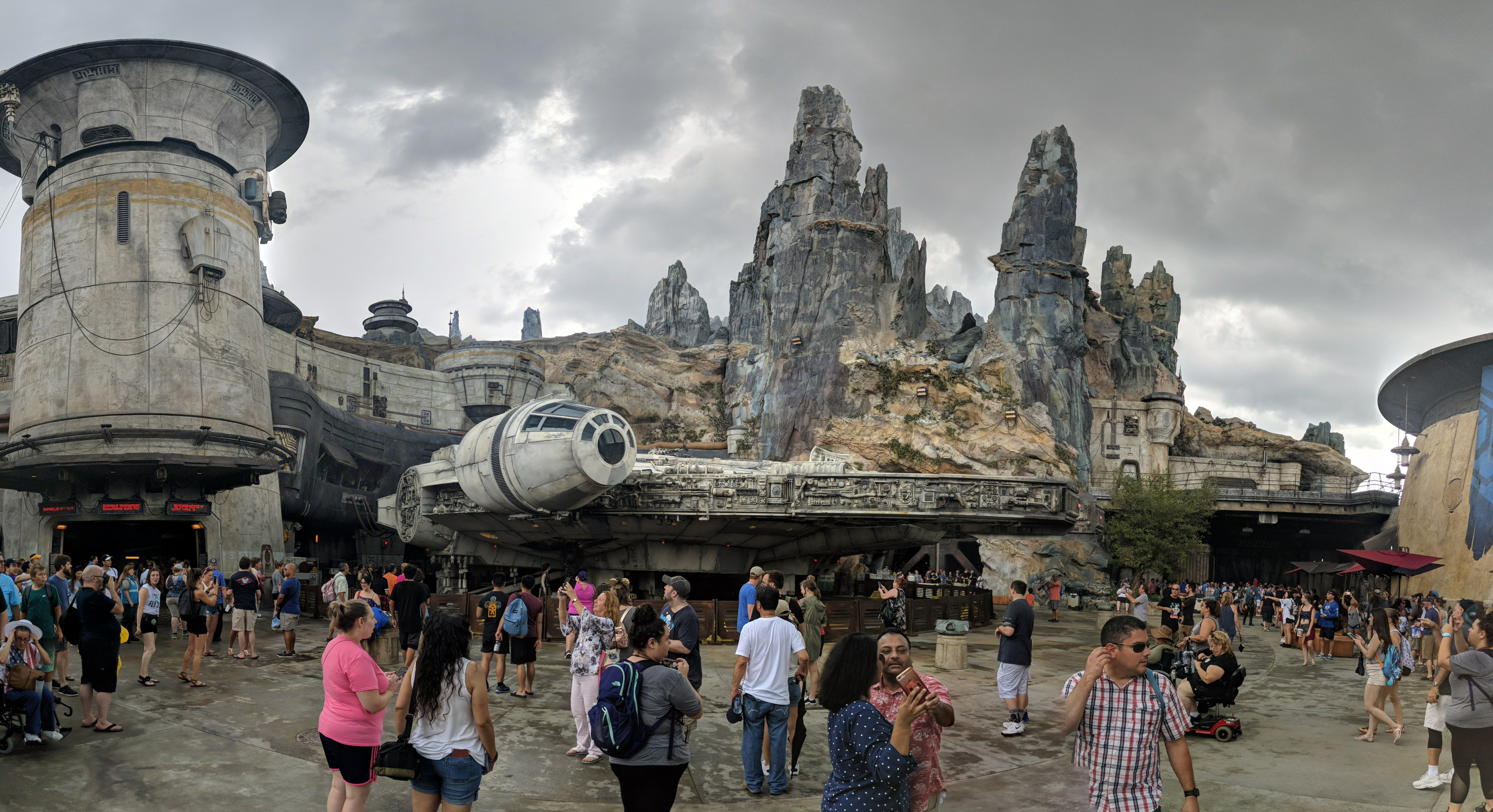
Entrée de Millennium Falcon: Smugglers Run à Star Wars: Galaxy's Edge aux Disney's Hollywood Studios en 2019.

À la fin des années 2010, deux zones ayant pour thème Star Wars sont construites à Disneyland et aux Disney's Hollywood Studios. L'objectif est de rendre l'expérience du visiteur encore plus immersive. Intitulées Star Wars: Galaxy's Edge, elles disposent de boutiques, restaurants et attractions ayant pour seul thème Star Wars. Afin de renforcer l'immersion, des personnages emblématiques de la saga s'y promènent,,, et une histoire fictive publiée sous forme d'un roman a été rédigée. Galaxy's Edge ouvre en Californie et en Floride respectivement les 31 mai et 29 août 2019.
À leur ouverture, les zones thématiques Star Wars de Californie et Floride ne comptent qu'une seule attraction : Millennium Falcon: Smugglers Run. Les visiteurs sont regroupés par six et doivent aider les contrebandiers Hondo Ohnaka et Chewbacca à effectuer une course en pilotant le Faucon Millenium, chacun se voyant attribuer un rôle dans le cockpit. Tout comme Star Tours et sa suite, il s'agit d'un simulateur de vol, à la différence que cette fois-ci, les visiteurs ne sont pas uniquement spectateurs mais également acteurs,.

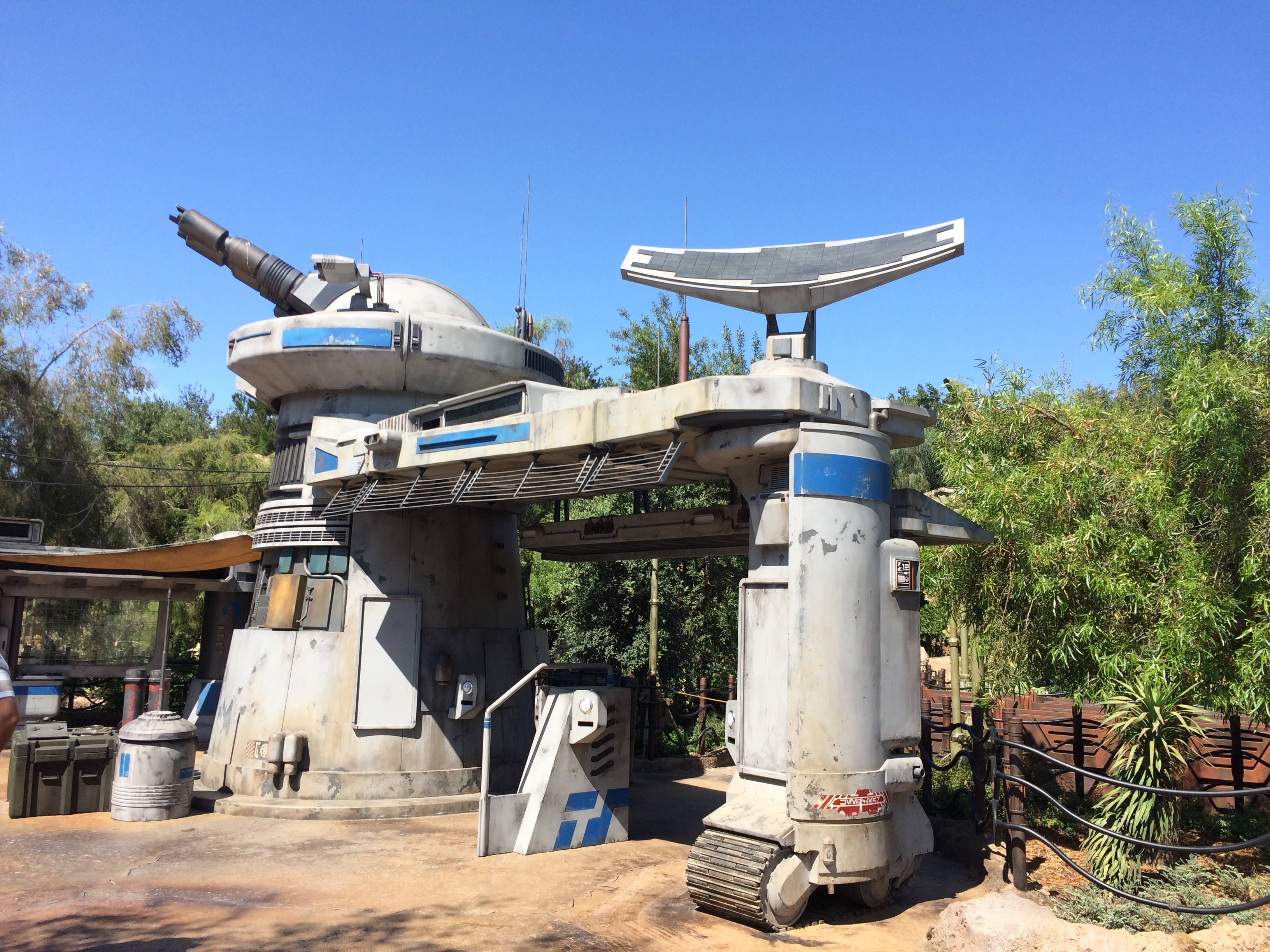
Entrée de Star Wars: Rise of the Resistance à Star Wars: Galaxy's Edge à Disneyland en 2019.

Quelques mois plus tard, Star Wars: Rise of the Resistance vient enrichir l'offre d'attractions de Star Wars: Galaxy's Edge. Il s'agit d'un parcours scénique mêlant cinéma dynamique et chute libre. Les visiteurs jouent le rôle de recrues de la Résistance et évoluent à pied et en véhicule à travers un champ de bataille contre les forces du Premier Ordre. Ils croisent de nombreux personnages de la nouvelle trilogie, notamment Poe Dameron, Finn, Rey, Kylo Ren et BB-8. Cette attraction est inaugurée le 5 décembre 2019 aux Disney's Hollywood Studios et le 17 janvier 2020 à Disneyland,.
En février 2018, la Walt Disney Company annonce un plan d'extension du parc Walt Disney Studios s'élevant à 2 milliards EUR. Celui-ci prévoit la construction de trois nouvelles zones thématiques dont une sur l'univers Star Wars. L'ouverture initialement prévue en 2025 est par la suite repoussée à une date indéterminée,. Cependant, lors de la convention D23 de 2024, il est annoncé que cette zone thématique est finalement consacrée à l'univers du Roi lion,.

## Liste des attractions
| Nom de l'attraction                  | Type                                           | Parc(s)                    | Date d'ouverture  | Date de fermeture |
| ------------------------------------ | ---------------------------------------------- | -------------------------- | ----------------- | ----------------- |
| Star Tours,                          | Simulateur de vol                              | Disneyland                 | 9 janvier 1987    | 27 juillet 2010   |
| Star Tours,                          | Simulateur de vol                              | Tokyo Disneyland           | 12 juillet 1989   | 2 avril 2012      |
| Star Tours,                          | Simulateur de vol                              | Disney-MGM Studios         | 15 décembre 1989  | 7 septembre 2010  |
| Star Tours,                          | Simulateur de vol                              | Euro Disneyland            | 12 avril 1992     | 16 mars 2016      |
| Jedi Training Academy,               | Expérience visiteur                            | Disneyland                 | 1er juillet 2006  | 15 novembre 2015  |
| Jedi Training Academy,               | Expérience visiteur                            | Disney-MGM Studios         | 9 octobre 2007    | 4 octobre 2015    |
| Star Tours: The Adventures Continue, | Simulateur de vol                              | Disney's Hollywood Studios | 20 mai 2011       | Opérationnelle    |
| Star Tours: The Adventures Continue, | Simulateur de vol                              | Disneyland                 | 3 juin 2011       | Opérationnelle    |
| Star Tours: The Adventures Continue, | Simulateur de vol                              | Tokyo Disneyland           | 7 mai 2013        | Opérationnelle    |
| Star Tours: The Adventures Continue, | Simulateur de vol                              | Parc Disneyland            | 26 mars 2017      | Opérationnelle    |
| Star Wars Hyperspace Mountain,       | Montagnes russes en intérieur                  | Disneyland                 | 14 novembre 2015  | Occasionnelle     |
| Star Wars Hyperspace Mountain,       | Montagnes russes en intérieur                  | Hong Kong Disneyland       | 11 juin 2016      | Opérationnelle    |
| Star Wars Hyperspace Mountain,       | Montagnes russes en intérieur                  | Parc Disneyland            | 7 mai 2017        | Opérationnelle    |
| Star Wars Launch Bay,                | Walkthrough                                    | Disneyland                 | 16 novembre 2015  | Opérationnelle    |
| Star Wars Launch Bay,                | Walkthrough                                    | Disney's Hollywood Studios | 4 décembre 2015   | Opérationnelle    |
| Star Wars Launch Bay,                | Walkthrough                                    | Shanghai Disneyland        | 16 juin 2016      | Juin 2019         |
| Jedi Training: Trials of the Temple, | Expérience visiteur                            | Parc Disneyland            | 11 juillet 2015   | 3 septembre 2017  |
| Jedi Training: Trials of the Temple, | Expérience visiteur                            | Disneyland                 | 8 décembre 2015   | 4 novembre 2018   |
| Jedi Training: Trials of the Temple, | Expérience visiteur                            | Disney's Hollywood Studios | 1er décembre 2015 | Opérationnelle    |
| Jedi Training: Trials of the Temple, | Expérience visiteur                            | Hong Kong Disneyland       | 25 juin 2016      | 31 mai 2021       |
| Starport,                            | Expérience visiteur                            | Parc Disneyland            | 26 mars 2017      | Opérationnelle    |
| Star Wars: Galaxy's Edge,            | Zone thématique                                | Disneyland                 | 31 mai 2019       | Opérationnelle    |
| Star Wars: Galaxy's Edge,            | Zone thématique                                | Disney's Hollywood Studios | 29 août 2019      | Opérationnelle    |
| Millennium Falcon: Smugglers Run,    | Cinéma dynamique                               | Disneyland                 | 31 mai 2019       | Opérationnelle    |
| Millennium Falcon: Smugglers Run,    | Cinéma dynamique                               | Disney's Hollywood Studios | 29 août 2019      | Opérationnelle    |
| Star Wars: Rise of the Resistance,   | Parcours scénique Cinéma dynamique Chute libre | Disney's Hollywood Studios | 5 décembre 2019   | Opérationnelle    |
| Star Wars: Rise of the Resistance,   | Parcours scénique Cinéma dynamique Chute libre | Disneyland                 | 17 janvier 2020   | Opérationnelle    |

## Adaptations

### Séries télévisées

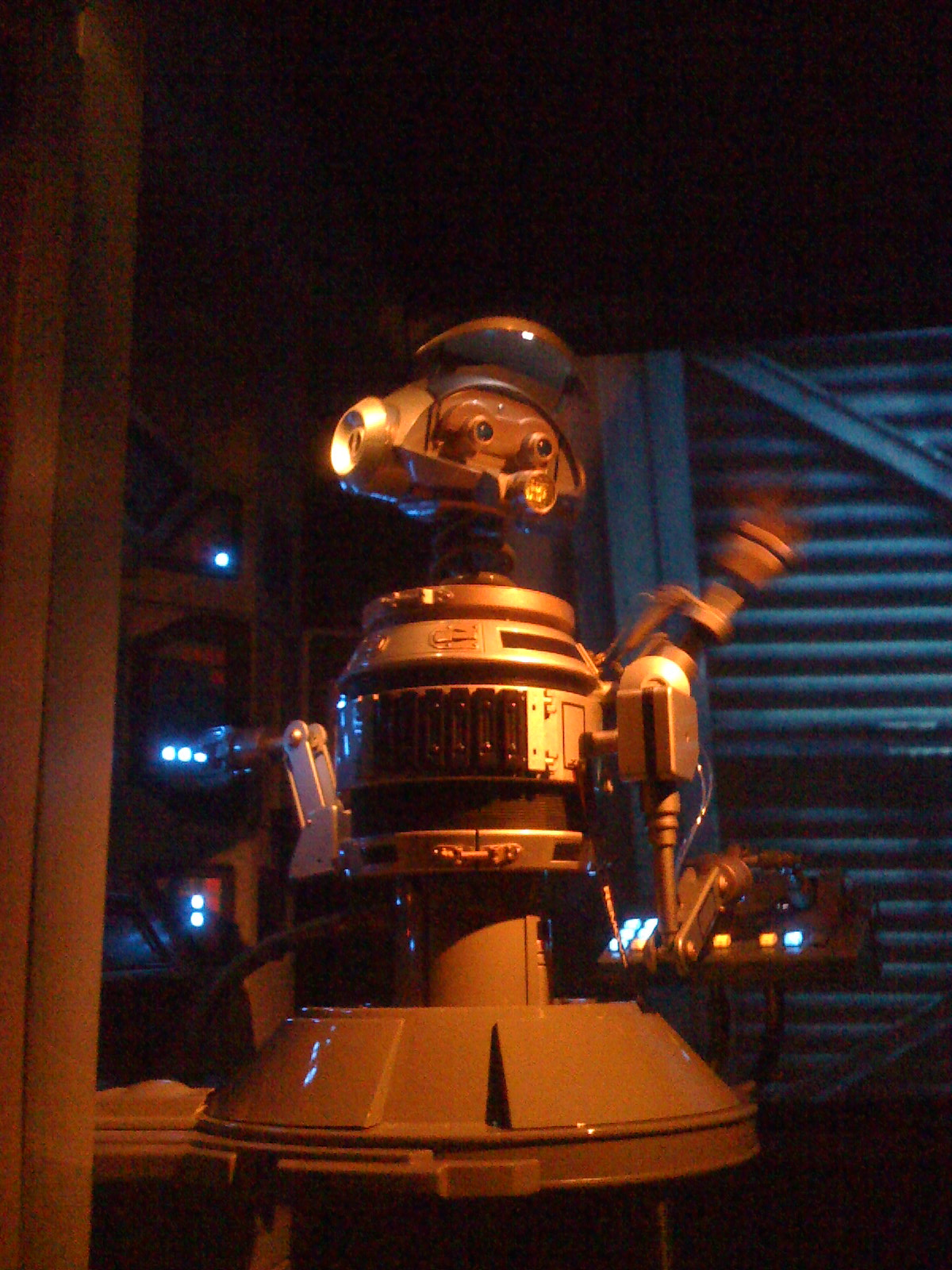
R-3X alias Rex, un droïde de la série RX à Star Tours.

Il est fait mention de certains éléments des attractions Star Wars dans des séries télévisées, parfois ils y sont même présents. C'est notamment le cas de la compagnie fictive de vols spatiaux Star Tours provenant des attractions Star Tours et Star Tours: The Adventures Continue. Des posters publicitaires pour cette compagnie sont visibles dans plusieurs épisodes de la série télévisée d'animation Star Wars: The Clone Wars. Les droïdes pilotes de la première version de l'attraction, ceux de la série RX, apparaissent dans les séries Star Wars Rebels et Le Livre de Boba Fett,,. Dans cette dernière, le droïde est notamment chargé de piloter le vaisseau de transport qui amène Le Mandalorien sur Tatooine.

### Jeux vidéos

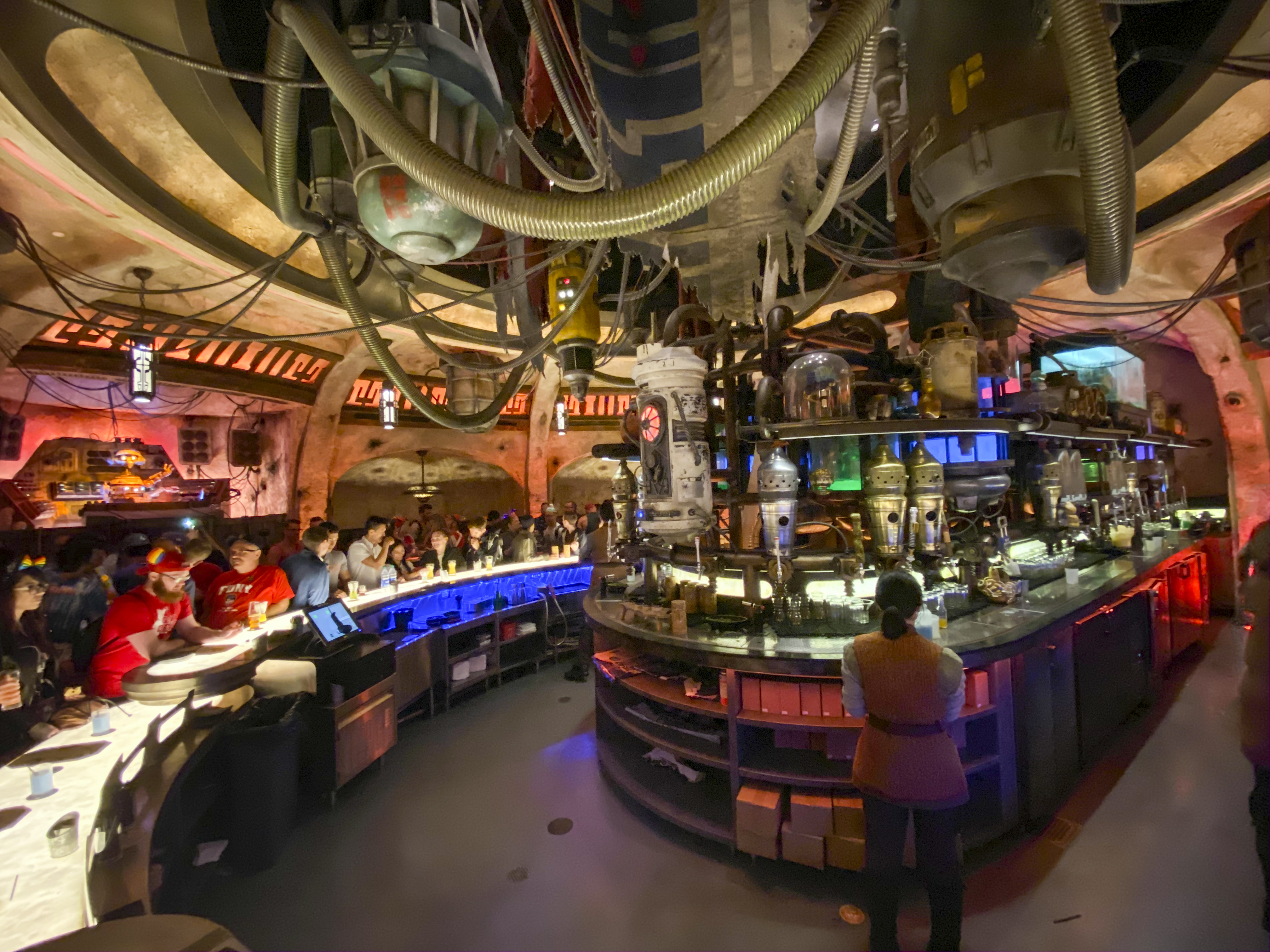
La Oga's Cantina à Star Wars: Galaxy's Edge peut être visitée dans Les Sims 4 Star Wars : Voyage sur Batuu.

Certains jeux vidéos font parfois de discrètes mentions aux attractions Star Wars. L'extension des Sims 4 intitulée Star Wars : Voyage sur Batuu, fait directement référence à la zone thématique Star Wars: Galaxy's Edge. Dans cette extension, les Sims évoluent sur la planète Batuu créée initialement pour l'histoire fictive de la zone thématique. Ils peuvent également visiter des lieux qui y sont présents tel que la Oga's Cantina, un restaurant de Galaxy's Edge. R-3X alias Rex y fait aussi une apparition, il s'agit du droïde disc jockey de la cantina, qui est également l'ancien droïde pilote de Star Tours,,.

### Littérature
À l'occasion de l'ouverture de Star Wars: Galaxy's Edge à Disneyland et Disney's Hollywood Studios, plusieurs livres à destination des adultes et des enfants sont publiés. Parmi ceux-ci se trouvent deux romans : Galaxy's Edge: Black Spire et A Crash of Fate parus en 2019. Ces deux romans servent de préquels aux évènements se déroulant dans la zone thématique. Ils ont pour but de préparer le visiteur à sa venue dans Galaxy's Edge,. En plus de ces romans, deux recueils de nouvelles sont publiés : Myths & Fables et Dark Legends, parus respectivement en 2019 et 2020. Bien que liés à l'ouverture de la zone thématique, ceux-ci s'en détachent plus que les deux romans. En effet, certaines nouvelles ne s'y déroulent pas,.

### Cinéma

File d'attente de Star Tours: The Adventures Continue où se trouve un StarSpeeder 1000.

Lors de la réalisation du dernier épisode de la troisième trilogie de Star Wars intitulé L'Ascension de Skywalker, il est prévu d'inclure un StarSpeeder 1000. Il s'agit du vaisseau à bord duquel montent les visiteurs dans l'attraction Star Tours: The Adventures Continue. Celui-ci devait être visible lors de la bataille finale au-dessus d'Exegol,, et faire écho aux nouvelles scènes ajoutées à l'attraction à l'occasion de la sortie du film, dans lesquelles les visiteurs à bord de leur vaisseau participent à cette bataille. La scène n'est pas gardée lors du montage final.

### Figurines et jouets
De nombreuses figurines représentant des personnages ou des éléments des attractions Star Wars sont produites. Ainsi en 2002, Hasbro sort une collection représentant les personnages de l'attraction ou de la file d'attente de Star Tours, notamment les droïdes RX-24 et G2-4T,. En 2003, une version miniature du StarSpeeder 3000 accompagnée de RX-24 et R2-D2, est mise en vente. Dans le même temps, de nouveaux personnages de la file d'attente s'ajoutent aux autres figurines déjà proposées à la vente,. À la suite de la réhabilitation de l'attraction en 2011, des modèles miniatures des StarSpeeder 1000 sont mis en vente, il peut s'agir de la version visible dans Star Tours: The Adventures Continue, mais aussi d'autres versions de différentes couleurs correspondant à d'autres lignes de la compagnie spatiale,. L'ensemble de ces figurines n'est vendu que dans les parcs Disney.
En 2019, Hasbro produit trois assortiments de figurines de personnages apparaissant dans la zone thématique Star Wars: Galaxy's Edge, ils font partie de la collection « Star Wars: The Black Series ». Le premier, intitulé « Smuggler's Run » contient Hondo Ohnaka, des porgs, Rey et Chewbacca. Le deuxième se nomme « Droid Depot » et contient C-3PO, R2-D2, BB-8 et DJ R-3X alias Rex, l'ancien pilote de Star Tours. Enfin le troisième assortiment, qui s'intitule « The First Order », contient un stormtrooper, Kylo Ren, un droïde MSE et le commandant Pyre. En 2020, Hasbro continue de vendre certaines de ces figurines mais individuellement cette fois,,. La même année, Hasbro propose un coffret basé sur l'attraction Millennium Falcon: Smugglers Run, qui contient une réplique en miniature du Faucon Millenium ainsi que deux figurines, une de Chewbacca et une de Hondo Onaka.

## Réception
Les attractions Star Wars sont parmi les plus populaires des parcs Disney dans le monde. Lorsque Star Tours ouvre en 1987, le public est si intéressé pour la faire qu'elle reste ouverte soixante heures d'affilée. La fermeture définitive de celle-ci en 2016 avant sa transformation à Disneyland Paris s'accompagne d'une cérémonie à laquelle de nombreux fans de l'attraction et de la saga participent.
Star Wars: Rise of the Resistance est souvent citée comme faisant partie des meilleures attractions des parcs Disney. Elle est appréciée pour son côté immersif, les rebondissements et surprises, et l'utilisation de nouvelles technologies,,,. 
Dans un classement des meilleures attractions Star Wars sur le site de fans de Disney Laughing Place, Star Wars: Rise of the Resistance, en première place, est suivie de Star Tours: The Adventures Continue. Les différentes combinaisons de scénarios possibles rendant l'expérience presque unique pour les visiteurs. Millennium Falcon: Smugglers Run est à la troisième place, la file d'attente étant remarquablement travaillée, et l'attraction comparable à un Star Tours modernisé qui demande aux visiteurs d’interagir directement en appuyant sur des boutons. La version originale de Star Tours se trouve quatrième ; elle est en effet très ancrée dans les années 1980. Hyperspace Mountain, version Star Wars de Space Mountain, est cinquième, l'auteur préférant la version originale de l'attraction. Enfin la Star Wars Launch Bay est à la sixième et dernière place du classement, le fait de pouvoir découvrir des accessoires de la saga étant apprécié.

## Postérité

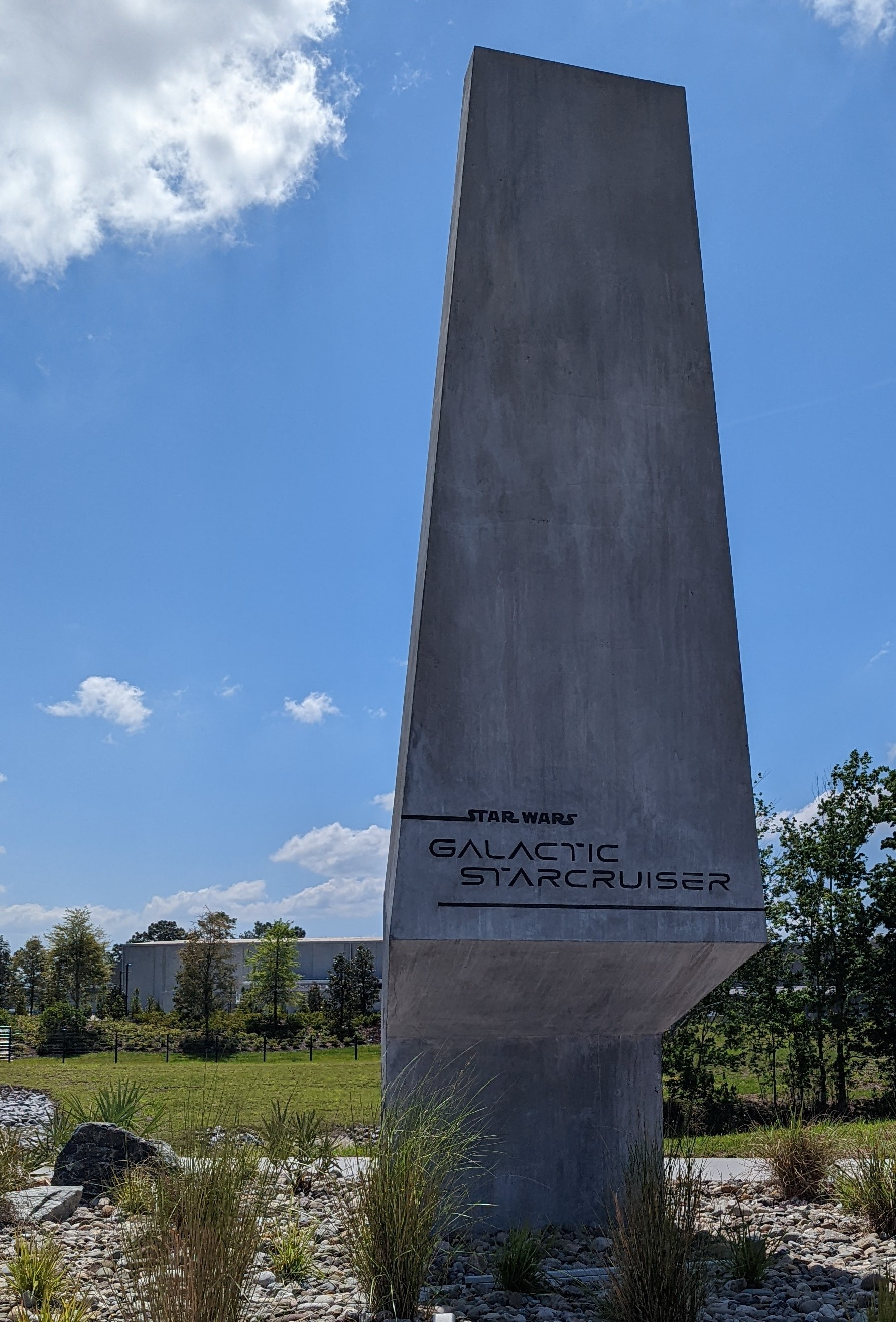
Panneau marquant l'entrée du Star Wars: Galactic Starcruiser.

Le 1er mars 2022, un nouveau type d'expérience ouvre à Walt Disney World Resort. Il s'agit du Star Wars: Galactic Starcruiser, un hôtel dans lequel les visiteurs restent trois jours et deux nuits. Durant leur séjour, les visiteurs arrivent et partent les mêmes jours, comme lors d'une croisière. Ils montent à bord du Halcyon, un luxueux vaisseau spatial dans lequel ils vivent une aventure comparable à un jeu de rôle grandeur nature. Ils n'en sortent qu'une seule fois pour visiter le Star Wars: Galaxy's Edge aux Disney's Hollywood Studios,. Cet hôtel, le premier du genre, s'inscrit dans une volonté de la Walt Disney Company de rendre l'expérience du visiteur la plus immersive possible. Les séjours au Galactic Starcruiser doivent être réservés en plus d'un séjour dans les parcs. En effet, à part la sortie à Galaxy's Edge, il n'est pas prévu de les visiter.